# Dmitry Trapeznikov

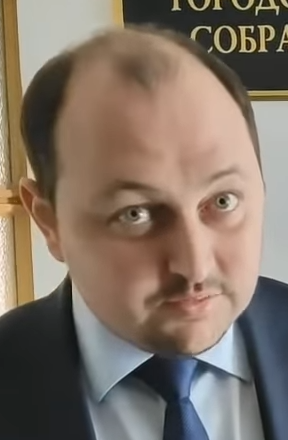
Dmitry Trapeznikov em 2019.

Dmitry Viktorovich Trapeznikov (nascido em 12 de abril de 1981, russo: Дми́трий Ви́кторович Трапе́зников) é o ex-chefe interino da República Popular de Donetsk de 31 de agosto de 2018 até 7 de setembro de 2018.

## Carreira Política
Antes da guerra em Donbas, Trapeznikov era o chefe da Ukoopzovnishtorg Trading House. Antes disso, ele atuou como vice-chefe do Conselho Distrital de Petrovskoy da cidade de Donetsk. Ele também foi gerente do time de futebol Shakhtar Donetsk (pertencente a Rinat Akhmetov) em 2001 enquanto estudava na Academia Estatal de Engenharia Civil e Arquitetura de Donetsk.
Em 31 de agosto de 2018 foi nomeado Chefe interino da República Popular de Donetsk após a morte de Alexander Zakharchenko.
Em setembro de 2019, ele foi nomeado prefeito interino de Elista, capital da república russa Kalmykia. A nomeação foi uma surpresa para as pessoas em Elista e resultou em comícios. Os manifestantes exigiram sua remoção argumentando que "Trapeznikov não é natural da Calmúquia, ele nem é cidadão da Rússia". Os protestos continuaram em novembro de 2019, com mais de 2.000 pessoas em Elista participando de uma manifestação contra Trapeznikov. A nomeação foi proposta por Vladislav Surkov, descrito como curador de projetos DPR/LPR no Kremlin

## Vida pessoal
Dmitry Trapeznikov nasceu em 12 de abril de 1981 em Krasnodar, URSS e desde então vive em Donetsk desde 1982. Ele é casado e tem dois filhos.